# El pájaro pintado (película)
El pájaro pintado (título en checo: Nabarvené ptáče) es una película de 2019 escrita, dirigida y producida por Václav Marhoul. Se trata de una adaptación de la novela del mismo título de Jerzy Kosiński, rodada completamente en idioma intereslavo. Marhoul declaró que decidió utilizar este idioma para que ninguna nación eslava se identificara con la historia.
La película compitió en la edición número 76 del Festival Internacional de Cine de Venecia y fue exhibida en el Festival de Cine de Toronto. Las explícitas escenas mostradas en el filme impactaron en el festival, ya que muchos espectadores no pudieron soportar la vileza y la brutalidad de la película y abandonaron la proyección.

## Sinopsis
La película cuenta la historia de un joven judío. Sus padres lo enviaron con parientes en Europa del Este para evitar la persecución antisemita. La tía del niño muere repentinamente y tiene que cuidarse solo en un mundo salvaje y peligroso que le es hostil.

## Reparto
- Petr Kotlár es Joska.
- Nina Šunevič es Marta.
- Ala Sakalova es Olga.
- Udo Kier es Miller.
- Michaela Doležalová es la esposa de Miller.
- Stellan Skarsgård es Hans.
- Harvey Keitel es el sacerdote.
- Julian Sands es Garbos.
- Júlia Vidrnáková es Labina.
- Lech Dyblik es Lekh.
- Aleksei Kravchenko es Gavrila.
- Barry Pepper es Mitka.
- Petr Vaněk es Nikodém.
- Jitka Čvančarová es Ludmila.
- Alexander Leopold Schank es el oficial de la SS.

## Acogida
La película fue proyectada para periodistas el 2 de septiembre de 2019. Algunos espectadores abandonaron la sala al no poder soportar las escenas de violencia y violación que se muestran. La acogida general fue positiva, ya que la película recibió una larga ovación del público y el director fue particularmente elogiado.
En Rotten Tomatoes cuenta con una aprobación del 83% y un índice de audiencia promedio de 8.6 sobre 10.